# جودیت رابرتز (شناگر)
جودیت رابرتز (به انگلیسی: Judith Roberts) (زادهٔ ۱۵ مهٔ ۱۹۳۴) شناگر اهل ایالات متحده آمریکا است.